# Iryna Biriuk
Iryna Wiktoriwna Biriuk, po mężu Cekowa (ukr. Ірина Вікторівна Бірюк-Цекова; ur. 27 czerwca 1978 w Berdiańsku) – ukraińska koszykarka występująca na pozycjach rzucającej lub niskiej skrzydłowej, reprezentantka kraju, po zakończeniu kariery zawodniczej trenerka koszykarka.
15 sierpnia 2009 dołączyła do CCC Polkowice.

## Osiągnięcia
Na podstawie, o ile nie zaznaczono inaczej.

### Drużynowe
- Mistrzyni Ukrainy (2009, 2012, 2013, 2015)[3][4][5][6]
- Wicemistrzyni Ukrainy (2007, 2016, 2017)[7][8]
- Brązowa medalistka mistrzostw Ukrainy (2008, 2019)
- Zdobywczyni Pucharu Ukrainy (2007–2009, 2017)[9][3]
- Finalistka Pucharu Ukrainy (2016)[7]

### Indywidualne
(* – nagrody przyznane przez portal eurobasket.com)
- MVP:
  - ligi ukraińskiej (2012)[4]
  - mistrzostw Ukrainy (2009)[3]
  - Pucharu Ukrainy (2008)[3]
- Defensywna zawodniczka roku ligi ukraińskiej (2009)*[3]
- Największy postęp ligi ukraińskiej (2008)*[9]
- Najlepsza zawodniczka ligi ukraińskiej, występująca na pozycji obronnej (2015)*[6]
- Zaliczona do*:
  - I składu:
    - ligi ukraińskiej (2008, 2009, 2012, 2015)[9][3][4][6]
    - zawodniczek krajowych ligi ukraińskiej (2008, 2009)[9][3]
    - defensywnego ligi ukraińskiej (2008, 2009)[9][3]

  - składu honorable mention ligi ukraińskiej (2018)[10]
- Liderka ligi ukraińskiej w:
  - asystach (2009, 2015)[3][6]
  - przechwytach (2009)[3]

### Reprezentacja

#### Seniorska
- Uczestniczka:
  - mistrzostw Europy (2001 – 11. miejsce, 2003 – 11. miejsce, 2009 – 13. miejsce)[11][12][13]
  - kwalifikacji do Eurobasketu (2001, 2003, 2005, 2007, 2009, 2013)

#### Młodzieżowe
- Uczestniczka kwalifikacji do Eurobasketu U–18 (1996 – 12. miejsce)

### Trenerskie

#### Asystentka
- Uczestniczka mistrzostw Europy dywizji B:
  - U–20 (2022 – 11. miejsce)[14]
  - U–16 (2016 – 14. miejsce)[15]